# Велика Кудара
Велика Кудара (рос. Большая Кудара) — село Кяхтинського району, Бурятії Росії. Входить до складу Великударінського сільського поселення.
Населення — 740 осіб (2010 рік).